# Istarska jota
Istarska jota ili samo jota (slov. jota, tal. jota) vrlo je popularno jelo u Istri, ali i u drugim regijama u Hrvatskoj. Tipična je za Trst, Goricu, Furlaniju i Primorsku. Glavni su sastojci jote grah, kiseli kupus, krumpir, panceta, sušena rebra, a glavni začin jest češnjak.
Budući da se tradicionalno priprema u zimskom dijelu godine, često se naziva zimskom maneštrom.

## Vanjske poveznice
- Istria on the Internet, Gastronomy: Jota history and recipes (engl.)
- Coolinarika.com: Istarska jota, recept